# فيكتور خيمينيز
فيكتور خيمينيز (بالإسبانية: Víctor Jiménez Alonso)‏ هو سائق سباق إسباني، ولد في 4 فبراير 1984 في مدريد في إسبانيا.

## وصلات خارجية
- الموقع الرسمي